# Кальюранд, Марина
Марина Ка́льюранд (эст. Marina Kaljurand, урождённая Раевская; род. 6 сентября 1962, Таллин, Эстонская ССР) — эстонский дипломат, политический и государственный деятель. Депутат Европейского парламента с 2019 года. В прошлом — депутат Рийгикогу XIV созыва (2019), министр иностранных дел Эстонии (2015—2016).

## Биография
Отец Марины Кальюранд — латыш, мать — русская. Сама считает себя русской. С отличием окончила юридический факультет Тартуского университета в 1986 году. Семикратная чемпионка Эстонии по бадминтону.
Была послом Эстонии в России с февраля 2006 года до августа 2008 года, с 25 октября 2007 года также посол в Казахстане. В 2011 году назначена послом Эстонии в США.
Была целью протестов активистов движений Наши и Молодая гвардия во время кризиса вокруг Бронзового солдата весной 2007 года в Эстонии.
В 2007 году ведущая эстонская газета «Postimees» выбрала Марину Кальюранд человеком года. 31 декабря 2007 года ей также была присуждена годовая премия Teenäitaja Организации сотрудничества женщин Эстонии за «приверженность европейской политической культуре» во время кризиса вокруг Бронзового солдата.
15 июля 2015 года стала министром иностранных дел Эстонской Республики, а 12 сентября 2016 года была освобождена от данной должности по собственному желанию.
В марте 2016 года, в преддверии президентских выборов 2016 года, был проведён опрос 35 % граждан Эстонии, имеющих право голоса, который показал, что 31 % из числа опрошенных хотел бы видеть следующим президентом Марину Кальюранд.
В апреле 2016 года Кальюранд заявила о своей готовности баллотироваться на пост президента. 9 сентября она подала премьер-министру заявление об отставке с поста министра иностранных дел и официально объявила о том, что выдвигает свою кандидатуру на пост президента республики.
В первом туре, состоявшемся 24 сентября в Коллегии выборщиков, заняла четвёртое место, набрав 75 голосов.
С 24 октября 2016 года начала работать с частичной нагрузкой в качестве советника по вопросам кибербезопасности в МИД Эстонии.
По результатам парламентских выборов, прошедших 3 марта 2019 года, избрана депутатом Рийгикогу XIV созыва.
Позднее, в мае 2019 года, избрана депутатом Европейского парламента IX созыва по результатам выборов в Европейский парламент, прошедших с 23 по 26 мая 2019 года. После избрания депутатом Европейского парламента отказалась от мандата Рийгикогу XIV созыва.
По результатам парламентских выборов 2023 года избрана депутатом Рийгикогу XV созыва, но отказалась от мандата, чтобы остаться депутатом Европейского парламента. Её место занял директор Таллинского зоопарка Тийт Маран.
На очередных выборах в Европарламент в 2024 году в Эстонии Марина Кальюранд набрала больше всего голосов.
Владеет эстонским, английским, финским и русским языками.

### Семья
Замужем за Калле Кальюрандом, есть дочь (1987 г.) и сын (1992 г.).